# دیگو فورلان
دیِگو مارتین فورلان کُرازو (به اسپانیایی: Diego Martín Forlán Corazo‎؛ زادهٔ ۱۹ مهٔ ۱۹۷۹ در مونته‌ویدئو) مربی و بازیکن فوتبال پیشین اروگوئه‌ای است. وی در دوران حرفه‌ای فوتبالش ۲ بار برندهٔ جایزه پیچیچی و کفش طلای اروپا در فصل‌های ۰۵–۲۰۰۴ و ۰۹–۲۰۰۸ و به‌عنوان بهترین بازیکن جام جهانی ۲۰۱۰ شناخته شده‌است. فورلان در طول دوران فوتبالش موفق به ثمر رساندن ۳۱۳ گل باشگاهی و ملی شده‌است.
فورلان به‌عنوان یکی از بزرگ‌ترین بازیکنان تاریخ فوتبال اروگوئه و از بهترین مهاجمان جهان در نسل خود به‌شمار می‌رفت.
وی تا اواسط سال ۲۰۱۹ با ۱۲۸ گل زده، بهترین گلزن اروگوئه‌ای تاریخ لا لیگا محسوب می‌شد که سرانجام لوییس سوارز با به ثمر رساندن صد و بیست و نهمین گلش در لا لیگا با لباس بارسلونا، رکورد را جابه‌جا کرد.

## باشگاه‌ها

### ایندپندینته
فورلان در ابتدای جوانی، کار خود را در کشورش و با تیم‌های پنیارول و دانوبیو آغاز کرد. سپس در اوایل دوران فوتبال خود به تیم جوانان ایندپندینته پیوست و در ۱۹ سالگی وارد تیم بزرگ سالان آن باشگاه شد و دوران فوتبال حرفه ای خود را آغاز کرد.
رفته رفته با درخشش فورلان در ۴ سال حضور موفقیت‌آمیز در این تیم و در کل، با به ثمر رساندن ۴۰ گل در ۹۱ بازی، توجه تیم‌های اروپایی به او جلب شد.

### منچستر یونایتد
فورلان در ۲۲ ژانویه سال ۲۰۰۲ با مبلغی ۶٫۹ میلیون پوندی به منچستر یونایتد پیوست.
وی با این تیم به قهرمانی لیگ برتر در سال ۰۳–۲۰۰۲، جام خیریه انگلستان در سال ۲۰۰۳ و جام حذفی در سال ۲۰۰۴ دست یافت.
فورلان در مجموع توانست در ۹۸ بازی ۱۷ گل برای منچستر یونایتد به ثمر برساند. او بیشتر در دقایق واپسین مسابقه به زمین می‌آمد و در همان زمان اندک تأثیر بسزایی بر روی بازی می‌گذاشت و ۱ یا ۲ گل به ثمر می‌رساند و به عنوان تعویض طلایی سر الکس فرگوسن شناخته می‌شد. قطعاً او در منچستر یونایتد برترین مهاجم از نظر توانایی گلزنی بالا بعد از رود فن نیستلروی و اوله گونر سولشیر به حساب می‌آمد.
علی‌رغم عدم موفقیت او در منچستر یونایتد، طبق گفته سر الکس فرگوسن، هواداران یونایتد او را بیشتر به خاطر ۲ گلی که به لیورپول زد و باعث پیروزی یونایتد مقابل آن تیم شد و همچنین بر مبنای اینکه فورلان در سال‌های بعد تبدیل به یک ستارهٔ جهانی شد، اسطوره باشگاه خود می‌دانند.

### ویارئال
او در ۲۱ اوت سال ۲۰۰۴ به تیم ویارئال در لالیگا اسپانیا پیوست و در اولین سال حضورش در این تیم در سال ۲۰۰۵–۲۰۰۴ به‌طور مشترک با ۲۵ گل زده با تیری آنری مهاجم آرسنال، موفق به کسب جایزه پیچیچی و همچنین کفش طلای اروپا شد. در این فصل نیز ویارئال برای اولین بار در تاریخ این باشگاه توانست برای فصل بعد به لیگ قهرمانان اروپا راه پیدا کند.
در سال ۲۰۰۶–۲۰۰۵ فورلان در مجموع توانست ۱۳ گل در ۴۷ بازی به ثمر برساند. او نیز توانست در این فصل با ویارئال با شکست اینتر میلان به نیمه نهایی لیگ قهرمانان اروپا برسد اما در این مرحله نتوانست از سد آرسنال عبور کند.
در سال ۲۰۰۷–۲۰۰۶ در کل، فورلان کار خود را در ویارئال با ۴۲ بازی و ۲۱ گل زده به پایان رساند.
وی مجموعاً در ۳ سال حضور و ۱۲۸ بازی برای ویارئال، ۵۹ گل به ثمر رساند.
فورلان به عنوان یکی از اسطوره‌های ویارئال میان طرفداران این تیم شناخته می‌شود.

### اتلتیکو مادرید

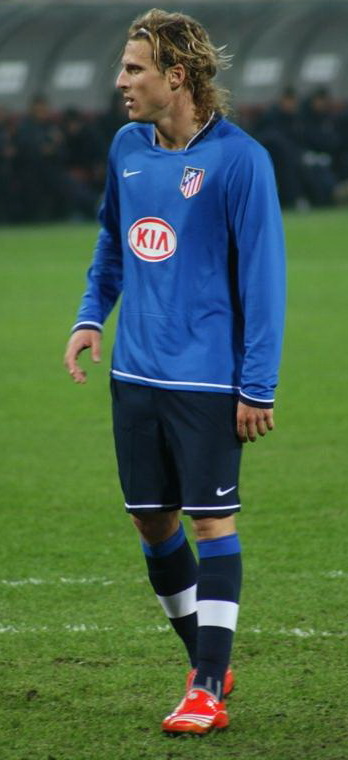
فورلان با اتلتیکو مادرید در سال ۲۰۰۷

فورلان در ۳۰ ژوئن سال ۲۰۰۷ به اتلتیکو مادرید پیوست و بهترین سال‌های فوتبالی اش را در آن گذراند.
در سال ۲۰۰۸ فورلان به اتلتیکو کمک کرد تا برای اولین بار پس از یک دهه، این تیم به لیگ قهرمانان اروپا صعود کند.
فورلان در اولین فصل حضور خود در این تیم زوج تهاجمی آتشینی با سرخیو آگوئرو تشکیل داد و توانست در ۸ بازی متوالی گلزنی کند و در کل، در ۵۳ بازی ۲۳ گل برای اتلتیکو به ثمر برساند.
در سال ۲۰۰۹ نیز فورلان برای دومین سال متوالی به اتلتیکو مادرید کمک کرد که به لیگ قهرمان اروپا راه یابد. همچنین او در سال ۲۰۰۹–۲۰۰۸ با آمار خیره کننده ۳۲ گل در ۳۳ بازی در لالیگا، توانست برای دومین بار جایزهٔ پیچیچی و کفش طلای اروپا را تصاحب کند و بعد از رونالدو نازاریو در سال‌های ۹۷–۱۹۹۶ و ۰۴–۲۰۰۳، به اولین بازیکنی تبدیل شد که دو بار به عنوان برترین گلزن لالیگا انتخاب شده‌است. وی در این فصل در مجموع توانست در ۴۵ بازی، ۳۵ گل به ثمر برساند.
فورلان در فصل ۲۰۱۰–۲۰۰۹ نیز آمار خوبی بر جای گذاشت که توانست به اتلتیکو کمک کند به فینال کوپا دل ری راه پیدا کند و همچنین با زدن یک گل در بازی رفت و یک گل در بازی برگشت مقابل لیورپول، توانست اتلتیکو را به فینال لیگ اروپا برساند و با به ثمر رساندن دو گل سرنوشت ساز خود در فینال مقابل فولام، با اتلتیکو مادرید قهرمانی این دوره از رقابت‌ها را به‌دست‌آورد. او در کل توانست این فصل را با ۵۶ بازی و ۲۸ گل زده به پایان ببرد.
او نیز در فصل ۲۰۱۱–۲۰۱۰، در مجموع، ۱۰ گل در ۴۲ بازی برای این تیم به ثمر رساند.
فورلان مجموعاً توانست در ۴ سال حضور و ۱۹۶ بازی برای اتلتیکو مادرید، ۹۶ گل به ثمر برساند.
فورلان به عنوان یکی از بزرگ‌ترین اسطوره‌های باشگاه اتلتیکو مادرید به‌شمار می‌رود و میان هواداران این تیم از محبوبیت بالایی برخوردار است.

### اینتر میلان
در ۲۹ اوت سال ۲۰۱۱ تأیید شد که دیگو فورلان به عنوان جانشین ساموئل اتوئو به اینتر میلان در سری آ ایتالیا پیوسته‌است.
وی با توجه به مصدومیت‌های زیاد و متعدد، نتوانست انتظارات را در اینتر به خوبی برآورده کند و مجموعاً در ۲۰ بازی برای این تیم تنها ۲ گل به ثمر رساند.

### اینترناسیونال
فورلان در ۶ ژوئیه سال ۲۰۱۲ پس از فسخ قرارداد خود با اینتر، قراردادی ۳ ساله با باشگاه برزیلی اینترناسیونال امضا کرد.
فورلان توانست در سال ۲۰۱۳ با اینترناسیونال به قهرمانی این دوره از رقابت‌های کمپیوناتو گاوشو برسد و همچنین او در این رقابت‌ها با ۹ گل زده، توانست به آقای گلی این مسابقات دست پیدا کند.
فورلان مجموعاً توانست در ۲ سال حضور و ۵۵ بازی برای اینترناسیونال، ۲۲ گل به ثمر برساند.

### سرزو اوساکا
فورلان در ۲۲ ژانویه سال ۲۰۱۴، قراردادی ۱۸ ماهه با سرزو اوساکا در جی لیگ ژاپن امضا کرد.
او با سرزو اوساکا توانست در همان فصل، به مرحلهٔ حذفی لیگ قهرمانان آسیا برسد، اما با شکست در مقابل باشگاه گوانگ ژو چین، نتوانست به مرحلهٔ بعد راه پیدا کند.
فورلان در دومین فصل حضورش در این تیم به جی لیگ ۲ ژاپن سقوط کرد.
وی مجموعاً در ۲ سال حضور و ۴۵ بازی برای سرزو اوساکا، ۱۹ گل به ثمر رساند.

### پنیارول
در ۱۰ ژوئیه سال ۲۰۱۵، فورلان با اولین باشگاه دوران جوانی خود پنیارول که در آن پرورش یافته بود، قراردادی ۱۸ ماهه امضا کرد.
او در تنها فصل حضور خود در این باشگاه، مجموعاً در ۳۴ بازی، ۱۱ گل به ثمر رساند و با پنیارول به قهرمانی لیگ اروگوئه دست یافت.

### بمبئی سیتی
در اوت سال ۲۰۱۶، فورلان قراردادی ۳ ماهه با باشگاه بمبئی سیتی در سوپر لیگ هند امضا کرد.
وی در کل توانست در ۱۲ بازی برای این تیم، ۵ گل به ثمر برساند.

### کیتچی

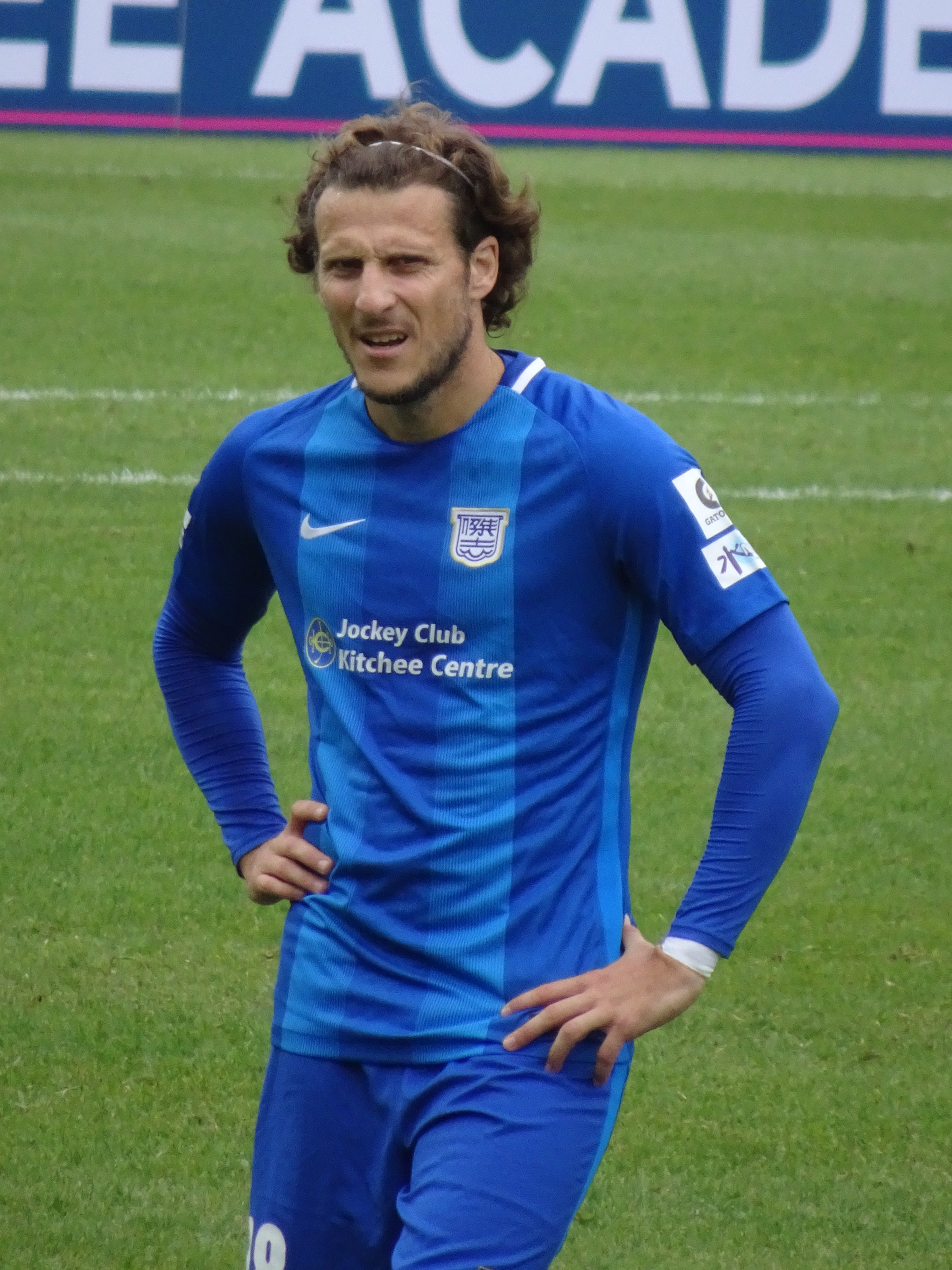
فورلان با کیتچی در سال ۲۰۱۸

فورلان در سال‌های آخر فوتبالش، در ۴ ژانویه سال ۲۰۱۸، به باشگاه کیتچی هنگ کنگ پیوست.
او مجموعاً در ۱۴ بازی، ۶ گل برای این باشگاه به ثمر رساند. فورلان این تیم را در لیگ قهرمانان آسیا یاری کرد اما نتوانست از مرحلهٔ گروهی به مرحلهٔ حذفی راه پیدا کند. او همچنین توانست با کیتچی قهرمانی لیگ برتر هنگ کنگ در سال ۱۸–۲۰۱۷ را به‌دست آورَد.

## سابقه ملی
فورلان در ۲۷ مارس سال ۲۰۰۲ اولین گل ملی خود را مقابل عربستان به ثمر رساند.
او در ۱۱ اکتبر سال ۲۰۱۱، سی و دومین گل ملی خود را به ثمر رساند و رکوردی که از سال ۱۹۳۰ از هکتور اسکارونه با ۳۱ گل ملی به جای مانده بود، شکست.
از سال ۲۰۱۱، فورلان برترین گلزن تاریخ اروگوئه شد که دو سال بعد لوییس سوارز توانست از او پیشی بگیرد و این رکورد را به نام خود ثبت کرد.

### جام جهانی ۲۰۰۲
فورلان تنها گلش در این رقابت‌ها را که به میزبانی کره جنوبی و ژاپن برگزار می‌شد در تساوی ۳–۳ مقابل سنگال در بازی‌های گروهی از گروه A، با شوتی زیبا به ثمر رساند که در پایان مسابقات به عنوان یکی از ۱۰ گل برتر جام لقب گرفت.
در انتها، فورلان با اروگوئه در مرحلهٔ گروهی از دور مسابقات کنار رفتند.

### کوپا آمریکا ۲۰۰۴
فورلان تنها گلش در این مسابقات که به میزبانی کشور پرو برگزار می‌شد را در تنها برد گروهی اروگوئه با نتیجه ۱–۲ مقابل اکوادور در گروه B، با شوتی محکم و زیبا به ثمر رساند.
در نهایت فورلان با اروگوئه در این رقابت‌ها با تساوی ۱–۱ و باخت ۳–۵ در ضربات پنالتی مقابل برزیل در نیمه نهایی و برد ۱–۲ مقابل کلمبیا در رده‌بندی زیر نظر خورخه فوساتی مقام سوم را کسب کرد.

### کوپا آمریکا ۲۰۰۷
فورلان در مرحله یک چهارم نهایی با زدن دو گل مقابل ونزوئلا میزبان در برد ۱–۴ مقابل این تیم نقش مؤثری داشت. او همچنین در بازی مقابل برزیل در نیمه نهایی یک گل به ثمر رساند تا سر انجام بعد از تساوی ۲–۲ در ۹۰ دقیقه، کار به پنالتی‌ها بکشد. وی پنالتی خود را در آن بازی از دست داد و در پایان اروگوئه با باخت ۴–۵ در ضربات پنالتی از رفتن به فینال بازماند و در بازی رده‌بندی نیز با باخت ۱–۳ مقابل مکزیک، مقام چهارم این رقابت‌ها به خود اختصاص دادند.

### جام جهانی ۲۰۱۰

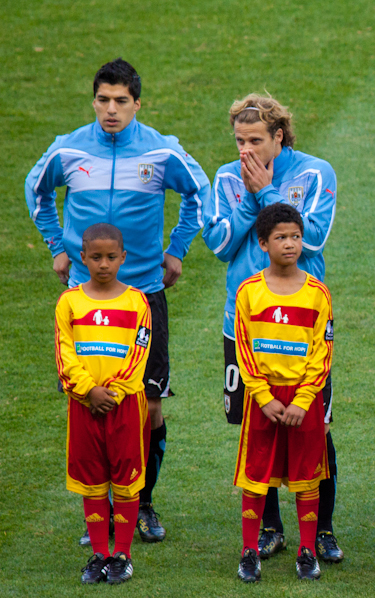
فورلان (راست) با لوییس سوارز در جام جهانی ۲۰۱۰

در ۱۷ ژوئن سال ۲۰۰۸، فورلان در بازی مقدماتی جام جهانی مقابل پرو هتریک کرد.
در جریان جام جهانی، در بازی دوم گروهی اروگوئه مقابل آفریقای جنوبی میزبان، فورلان اولین گل خود را در این جام با شوتی محکم و زیبا از پشت محوطه جریمه به ثمر رساند. در همین بازی فورلان بار دیگر از روی نقطه پنالتی گلزنی کرد و با تأثیر گذاری بر روی گل سوم نقش تعیین‌کننده ای در پیروزی ۰–۳ مقابل این تیم داشت. در پایان مرحلهٔ گروهی، اروگوئه با درخشش فورلان توانست با ۷ امتیاز، به‌طور قاطع و به عنوان تیم اول گروه A به مرحله بعد صعود کند.
فورلان در مرحله یک‌هشتم نهایی، در بازی مقابل کره جنوبی با دادن یک پاس گل به لوییس سوارز و تأثیر گذاری بر روی گل دوم، به برد ۱–۲ اروگوئه مقابل این تیم کمک کرد.
در مرحلهٔ یک چهارم نهایی، در بازی مقابل غنا، فورلان در حالی که اروگوئه با دریافت یک گل تحت فشار قرار گرفته بود، با یک شوت دقیق از روی ضربه آزاد گلزنی کرد و امید را به تیم کشورش بازگرداند. در ادامه بازی با همین نتیجه در ۹۰ دقیقه به پایان رسید و کار به وقت‌های اضافه کشید. در دقیقهٔ ۱۲۰ وقت‌های اضافه، با خطای هَند لوییس سوارز روی خط دروازه، داور برای غنا اعلام پنالتی کرد و سوارز نیز از بازی اخراج شد. در پایان آساموا جیان پنالتی را به تیرک افقی دروازهٔ اروگوئه کوبید تا کار به ضربات پنالتی بینجامد و این بازی به خاطره انگیزترین بازی جام جهانی ۲۰۱۰ تبدیل شود. فورلان اولین پنالتی اروگوئه ای‌ها را به گل تبدیل کرد و در انتها اروگوئه با برد ۲–۴ در ضربات پنالتی، به طرز شگفت‌انگیزی توانست غنا را شکست دهد و به مرحله بعد راه یابد.
در مرحلهٔ نیمه نهایی، در بازی مقابل هلند، در حالی که اروگوئه یک گل دریافت کرده بود، بار دیگر فورلان از پشت محوطه جریمه این بار با پای چپ گل زیبایی به ثمر رساند تا بعد از لوتار ماتئوس در سال ۱۹۹۰، به اولین بازیکنی تبدیل شود که ۳ بار از پشت محوطه جریمه در یک تورنومنت گلزنی کرده‌است. او با این گل دوباره امید اروگوئه ای‌ها را برای رسیدن به فینال جام جهانی پس از سال‌های طولانی، زنده کرد؛ اما در ادامه تلاش او بی ثمر واقع شد و در پایان بازی، اروگوئه با شکست ۲–۳ مقابل هلند، از رسیدن به فینال این رقابت‌ها بازماند.
آخرین گل فورلان در این تورنومنت ، در بازی رده‌بندی مقابل آلمان با ضربه نمایشی و چکشی او رقم خورد که به عنوان بهترین گل جام جهانی ۲۰۱۰ شناخته شد. وی با این گل اروگوئه را با نتیجه ۱–۲ پیش انداخت اما با دریافت دو گل در ادامه بازی، اروگوئه کسب مقام سوم و مدال برنز این رقابت‌ها را از دست داد. فورلان آخرین ضربهٔ بازی را در واپسین ثانیه‌های بازی از روی ضربهٔ آزاد را به تیرک افقی دروازه آلمان کوباند تا حسرت بزرگی برای او و تمام اروگوئه ای‌ها شود.
فورلان در این مسابقات با سانترها و پاس‌های دقیق، ضربات آزاد فوق‌العاده، تکنیک بالا و شوت‌های مهلک با دید مناسب، در نقش یک بازیکن همه‌کاره ظاهر شد و اروگوئه را با تمام تلاش پس از ۴۰ سال به چهار تیم نهایی جام جهانی رساند و در نهایت از طرف کمیتهٔ فنی فیفا به عنوان بهترین بازیکن جام انتخاب شد و توپ طلای این رقابت‌ها را نصیب خود کرد. فورلان همچنین با ۵ گل زده به همراه داوید ویا، وسلی اسنایدر و توماس مولر، به عنوان برترین گلزن این مسابقات لقب گرفت. او نیز با عملکرد فوق‌العاده خود در این رقابت‌ها، درون تیم منتخب این جام قرار گرفت.

### کوپا آمریکا ۲۰۱۱

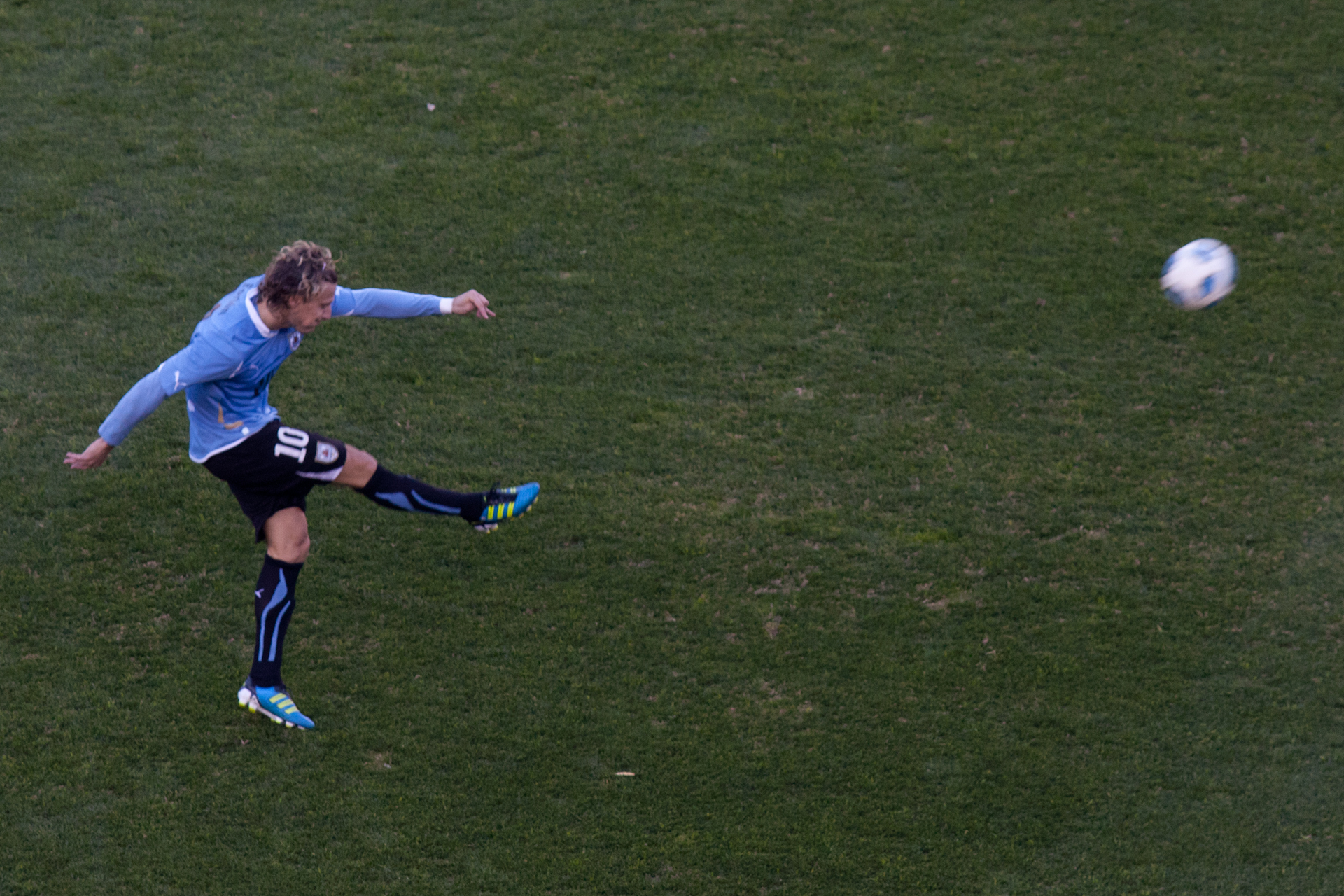
فورلان در فینال کوپا آمریکا ۲۰۱۱

فورلان با به ثمر رساندن ۲ گل در فینال این مسابقات که در آرژانتین برگزار می‌شد، به پیروزی ۰–۳ اروگوئه مقابل پاراگوئه و کسب پانزدهمین قهرمانی کوپا آمریکا برای تیم کشورش، نقش مؤثری ایفا کرد. وی همچنین با زدن این ۲ گل در این مسابقه، با ۳۱ گل ملی، بهترین گلزن مشترک تاریخ اروگوئه همراه با هکتور اسکارونه در سطح بین‌المللی شد.
پدر وی، پابلو فورلان و پدر بزرگ او خوان کارلوس کرازو نیز با اروگوئه قهرمانی این رقابت‌ها را کسب کردند و با قهرمانی فورلان در این رقابت‌ها، رکوردی کمیاب و ارزشمند در تاریخ فوتبال به یادگار گذاشتند.
او نیز در ۱۲ ژوئیه سال ۲۰۱۱ در این مسابقات، هفتاد و نهمین بازی ملی خود را مقابل مکزیک انجام داد و رکوردی که از سال ۱۹۸۶ با ۷۸ بازی ملی توسط رودولفو رودریگز بر جای مانده بود، شکست.

### جام کنفدراسیون‌ها ۲۰۱۳
فورلان در این رقابت‌ها که به میزبانی برزیل برگزار می‌شد، در بازی دوم از گروه B مقابل نیجریه، به اولین اروگوئه ای تبدیل شد که ۱۰۰ بازی ملی انجام داده‌است. او نیز در این مسابقه یک گل به ثمر رساند تا تیم کشورش را در برد ۱–۲ مقابل این تیم همیاری کند. این گل همچنین در پایان این رقابت‌ها، به عنوان یکی از ۱۰ گل برتر جام ، انتخاب شد.
فورلان با اروگوئه پس از شکست ۱–۲ در نیمه نهایی مقابل برزیل و همچنین شکست ۲–۳ در رده‌بندی مقابل ایتالیا در پنالتی‌ها به مقام چهارم این رقابت‌ها دست یافت.

### جام جهانی ۲۰۱۴
فورلان در این تورنومنت که در برزیل برگزار می‌شد، در بازی اول از گروه D مقابل کاستاریکا، به جای لوییس سوارز در ترکیب اصلی قرار گرفت. او در این بازی یک شوت ناگهانی داشت که توسط کیلور ناواس، دروازه‌بان کاستاریکا مهار شد. اروگوئه در این بازی با نتیجه ۱–۳ شکست خورد.
فورلان بار دیگر در مرحله یک‌هشتم نهایی، در بازی مقابل کلمبیا در ترکیب اصلی قرار گرفت اما باز هم اروگوئه در این بازی با نتیجه ۰–۲ شکست خورد و از دور این رقابت‌ها کنار رفت.

### بازنشستگی
فورلان در ۱۱ مارس سال ۲۰۱۵ رسماً از بازی‌های ملی خداحافظی کرد.
او دوران خوبی را با اروگوئه پشت سر گذاشت و توانست از اولین بازی خود در سال ۲۰۰۲ تا بازنشستگی، در ۱۱۲ بازی ملی، ۳۶ گل به ثمر برساند که در مجموع ۶ تای آنها در رقابت‌های جام جهانی رقم خوردند.

## افتخارات

### باشگاهی
منچستر یونایتد
- پریمیر لیگ ۰۳–۲۰۰۲
- جام حذفی انگلستان ۲۰۰۴
- جام خیریه انگلستان ۲۰۰۳

 ویارئال
- جام اینترتوتو ۲۰۰۴ (مشترک با لیل و شالکه ۰۴)

 اتلتیکو مادرید
- لیگ اروپا ۲۰۱۰
- سوپر جام اروپا ۲۰۱۰

 اینترناسیونال
- کمپیوناتو گاوشو ۲۰۱۳

 پنیارول
- لیگ برتر اروگوئه ۱۶–۲۰۱۵

 کیتچی
- لیگ برتر هنگ کنگ ۱۸–۲۰۱۷

### ملی
اروگوئه
- کوپا آمریکا ۲۰۱۱
- مقام سوم کوپا آمریکا ۲۰۰۴
- مقام چهارم کوپا آمریکا ۲۰۰۷
- مقام چهارم جام جهانی ۲۰۱۰
- مقام چهارم جام کنفدراسیون‌ها ۲۰۱۳

### فردی
- کفش طلای اروپا ۰۵–۲۰۰۴ (مشترک با تیری هانری) و ۰۹–۲۰۰۸
- جایزه پیچیچی ۰۵–۲۰۰۴ و ۰۹–۲۰۰۸
- توپ طلای جام جهانی ۲۰۱۰
- بهترین گلزن جام جهانی ۲۰۱۰ (مشترک با وسلی اسنایدر، داوید ویا و توماس مولر)
- بهترین مهاجم جام جهانی ۲۰۱۰ (به همراه داوید ویا)
- عضو تیم منتخب جام جهانی ۲۰۱۰
- بهترین گل جام جهانی ۲۰۱۰ (به آلمان)
- جایزه EFE (بهترین بازیکن آمریکای لاتین) سال ۰۵–۲۰۰۴
- پنجمین بازیکن برتر فوتبال جهان در سال ۲۰۱۰ و هفتمین بازیکن برتر فوتبال جهان در سال ۲۰۱۱
- بهترین بازیکن فینال لیگ اروپا ۲۰۱۰
- بهترین گلزن کمپیوناتو گاوشو ۲۰۱۳

## سبک بازی
فورلان یک بازیکن فنی و با استعداد با قدرت رهبری بالا، زحمتکش و خلاق، با هوش و همه‌کاره و با دید بسیار قوی بود که قادر به بازی در پست‌های مهاجم نوک، بال و هافبک هجومی از خط حمله و هجوم بود.
او یک بازیکن با قدرت شوت زنی بالا بود که توانایی ضربه به توپ و گلزنی با هر دو پا را داشت؛ به طوری که با شوت‌های سنگین و مهلک خود گل‌های زیادی به ثمر رساند. وی به عنوان یکی از بهترین بازیکنان و مهاجمان جهان در دهه اول قرن بیست و یکم میلادی (۲۰۱۰–۲۰۰۰) به‌شمار می‌رفت و به خصوص در تیم‌های ویارئال و اتلتیکو مادرید توانست بالاتر از بسیاری از ستاره‌های فوتبال جهان و اروپا، کفش طلا را تصاحب کند. فورلان نیز در کنترل توپ، تکنیک، پاس و زدن ضربات آزاد مهارت قابل توجهی داشت.

## آمار

### باشگاهی
| باشگاه         | فصل       | لیگ          | لیگ  | لیگ | جام ملت ها | جام ملت ها | قاره | قاره | رقابت‌های دیگر | رقابت‌های دیگر | مجموع | مجموع |
| باشگاه         | فصل       | لیگ          | بازی | گل  | بازی       | گل         | بازی | گل   | بازی          | گل            | بازی  | گل    |
| -------------- | --------- | ------------ | ---- | --- | ---------- | ---------- | ---- | ---- | ------------- | ------------- | ----- | ----- |
| ایندپندینته    | 1998–99   | لیگ آرژانتین | 2    | 0   | —          | —          | 0    | 0    | —             | —             | ۲     | ۰     |
| ایندپندینته    | 1999–2000 | لیگ آرژانتین | 24   | 7   | —          | —          | 0    | 0    | —             | —             | ۲۴    | ۷     |
| ایندپندینته    | 2000–01   | لیگ آرژانتین | 36   | 18  | —          | —          | 6    | 2    | —             | —             | ۴۲    | ۲۰    |
| ایندپندینته    | 2001–02   | لیگ آرژانتین | 18   | 12  | —          | —          | 5    | 1    | —             | —             | ۲۳    | ۱۳    |
| ایندپندینته    | مجموع     | مجموع        | ۸۰   | ۳۷  | —          | —          | ۱۱   | ۳    | —             | —             | ۹۱    | ۴۰    |
| منچستر یونایتد | ۲۰۰۱–۰۲   | پریمیر لیگ   | ۱۳   | ۰   | ۰          | ۰          | ۵    | ۰    | ۰             | ۰             | ۱۸    | ۰     |
| منچستر یونایتد | ۲۰۰۲–۰۳   | پریمیر لیگ   | ۲۵   | ۶   | ۲          | ۰          | ۱۳   | ۱    | ۵             | ۲             | ۴۵    | ۹     |
| منچستر یونایتد | ۲۰۰۳–۰۴   | پریمیر لیگ   | ۲۴   | ۴   | ۲          | ۱          | ۴    | ۲    | ۲             | ۱             | ۳۲    | ۸     |
| منچستر یونایتد | ۲۰۰۴–۰۵   | پریمیر لیگ   | ۱    | ۰   | ۰          | ۰          | ۱    | ۰    | ۱             | ۰             | ۳     | ۰     |
| منچستر یونایتد | مجموع     | مجموع        | ۶۳   | ۱۰  | ۴          | ۱          | ۲۳   | ۳    | ۸             | ۳             | ۹۸    | ۱۷    |
| ویارئال        | ۲۰۰۴–۰۵   | لالیگا       | 38   | 25  | 1          | 0          | 0    | 0    | —             | —             | ۳۹    | ۲۵    |
| ویارئال        | ۲۰۰۵–۰۶   | لالیگا       | 32   | 10  | 2          | 0          | 13   | 3    | —             | —             | ۴۷    | ۱۳    |
| ویارئال        | ۲۰۰۶–۰۷   | لالیگا       | 36   | 19  | 4          | 1          | 2    | 1    | —             | —             | ۴۲    | ۲۱    |
| ویارئال        | مجموع     | مجموع        | ۱۰۶  | ۵۴  | ۷          | ۱          | ۱۵   | ۴    | —             | —             | ۱۲۸   | ۵۹    |
| اتلتیکو مادرید | ۲۰۰۷–۰۸   | لالیگا       | 36   | 16  | 6          | 1          | 11   | 6    | —             | —             | ۵۳    | ۲۳    |
| اتلتیکو مادرید | ۲۰۰۸–۰۹   | لالیگا       | 33   | 32  | 3          | 1          | 9    | 2    | —             | —             | ۴۵    | ۳۵    |
| اتلتیکو مادرید | ۲۰۰۹–۱۰   | لالیگا       | 33   | 18  | 6          | 3          | 17   | 7    | —             | —             | ۵۶    | ۲۸    |
| اتلتیکو مادرید | ۲۰۱۰–۱۱   | لالیگا       | ۳۲   | ۸   | ۳          | ۱          | ۶    | ۱    | ۱             | ۰             | ۴۲    | ۱۰    |
| اتلتیکو مادرید | مجموع     | مجموع        | ۱۳۴  | ۷۴  | ۱۸         | ۶          | ۴۳   | ۱۶   | ۱             | ۰             | ۱۹۶   | ۹۶    |
| اینتر میلان    | ۲۰۱۱–۱۲   | سری آ        | 18   | 2   | 0          | 0          | 2    | 0    | —             | —             | ۲۰    | ۲     |
| اینترناسیونال  | 2012      | لیگ برزیل    | 19   | 5   | 0          | 0          | —    | —    | —             | —             | ۱۹    | ۵     |
| اینترناسیونال  | 2013      | لیگ برزیل    | 15   | 5   | 8          | 3          | —    | —    | ۱۳            | ۹             | ۳۶    | ۱۷    |
| اینترناسیونال  | مجموع     | مجموع        | ۳۴   | ۱۰  | ۸          | ۳          | —    | —    | ۱۳            | ۹             | ۵۵    | ۲۲    |
| سرزو اوساکا    | ۲۰۱۴      | جی لیگ       | 26   | 7   | 2          | 0          | 6    | 2    | —             | —             | ۳۴    | ۹     |
| سرزو اوساکا    | ۲۰۱۵      | جی لیگ ۲     | 16   | 10  | 0          | 0          | —    | —    | —             | —             | ۱۶    | ۱۰    |
| سرزو اوساکا    | مجموع     | مجموع        | ۴۲   | ۱۷  | ۲          | ۰          | ۶    | ۲    | —             | —             | ۴۵    | ۱۹    |
| پنیارول        | 2015–16   | لیگ اروگوئه  | ۳۰   | ۸   | ۰          | ۰          | ۳    | ۰    | ۱             | ۰             | ۳۴    | ۸     |
| مومبای سیتی    | ۲۰۱۶      | سوپر لیگ هند | 11   | 5   | —          | —          | —    | —    | ۱             | ۰             | ۱۲    | ۵     |
| کیتچی          | ۲۰۱۷–۱۸   | لیگ هنگ کنگ  | ۷    | ۵   | ۲          | ۱          | ۵    | ۰    | ۰             | ۰             | ۱۴    | ۶     |
| مجموع کل       | مجموع کل  | مجموع کل     | ۵۲۵  | ۲۲۲ | ۴۱         | ۱۲         | ۱۰۸  | ۲۸   | ۲۴            | ۱۲            | ۶۹۸   | ۲۷۴   |

### ملی
| تیم ملی | سال   | بازی | گل |
| ------- | ----- | ---- | -- |
| اروگوئه | ۲۰۰۲  | ۵    | ۲  |
| اروگوئه | ۲۰۰۳  | ۷    | ۵  |
| اروگوئه | ۲۰۰۴  | ۱۱   | ۲  |
| اروگوئه | ۲۰۰۵  | ۹    | ۲  |
| اروگوئه | ۲۰۰۶  | ۳    | ۰  |
| اروگوئه | ۲۰۰۷  | ۹    | ۵  |
| اروگوئه | ۲۰۰۸  | ۷    | ۳  |
| اروگوئه | ۲۰۰۹  | ۹    | ۳  |
| اروگوئه | ۲۰۱۰  | ۱۱   | ۷  |
| اروگوئه | ۲۰۱۱  | ۱۳   | ۳  |
| اروگوئه | ۲۰۱۲  | ۹    | ۱  |
| اروگوئه | ۲۰۱۳  | ۱۴   | ۳  |
| اروگوئه | ۲۰۱۴  | ۵    | ۰  |
| مجموع   | مجموع | ۱۱۲  | ۳۶ |

## خوشحالی بعد از گل
فورلان اغلب بعد از گل‌هایش پیراهنش را از تن درمی‌آورد؛ به همین دلیل بسیاری او را به همین شادی گل پر شورش می‌شناسند و وی را با این شادی بعد از گل به یاد می‌آورند. وی دلیل این شادی بعد از گلش را کارت ندادن داورها در دوران بازی اش به بازیکنانی که پیراهنشان را بعد از گل درمی‌آورند، بیان کرده‌است، به طوری که پس از درآوردن پیراهنش در سال ۲۰۰۳، بعد از گلی که مقابل ساوتهمپتون به ثمر رساند، نتوانست به موقع پیراهنش را بپوشد و دقایقی بدون پیراهن به بازی ادامه داد، از این رو پس از این اتفاق فیفا تصمیم گرفت به دلیل جلوگیری از وقت تلفی و احترام به قوانین، جریمه کارت زرد برای درآوردن پیراهن را اعمال کرد.

## خداحافظی از فوتبال
فورلان پس از گذشت ۲۱ سال فعالیت در دوران حرفه ایَش و خداحافظی از فوتبال در ۲۳ اوت سال ۲۰۱۹، گفت:
این یک تصمیم سخت بود؛ من نمی‌خواستم این زمان بیاید، اما می‌دانستم که این لحظه روزی خواهد رسید. من تصمیم گرفتم به فعالیت حرفه ای خود پایان دهم.
اخیراً پیشنهاد جالبی مطرح شد، اما من به دنبال بهانه‌هایی برای نپذیرفتن آن بودم. بسیار خوب بود که به کار خود در پنیارول پایان دهم، اما این اتفاق نیفتاد، زیرا مذاکرات ناموفق بود.
آخرین بازی وی در مستطیل سبز، درون بازی خداحافظیَش در ۲۸ دسامبر سال ۲۰۱۹ رقم خورد. این بازی بین تیم منتخب اروگوئه و تیم دوستان دوران باشگاهی فورلان، با حضور بزرگانی چون خوان رومان ریکلمه، خوان سباستین ورون، خاویر زانتی، دیگو میلیتو، استبان کامبیاسو، لوییس سوارز، دیگو لوگانو و همچنین اسکار تابارس در ورزشگاه سنتناریو در شهر مونته ویدئو اروگوئه برگزار شد که با نتیجه ۶–۶ مساوی، به پایان رسید. فورلان در هر نیمه این بازی برای یکی از تیم‌ها بازی کرد و یک گل برای تیم منتخب اروگوئه و ۳ گل برای تیم منتخب دوستانش به ثمر رساند. اتفاقی جالب در این مسابقه این بود که در نیمه دوم، لوییس سوارز به‌طور کامل درون دروازه تیم منتخب اروگوئه ایستاد و نیز سیوهای خوبی را به نمایش گذاشت.